# Traité de Séville

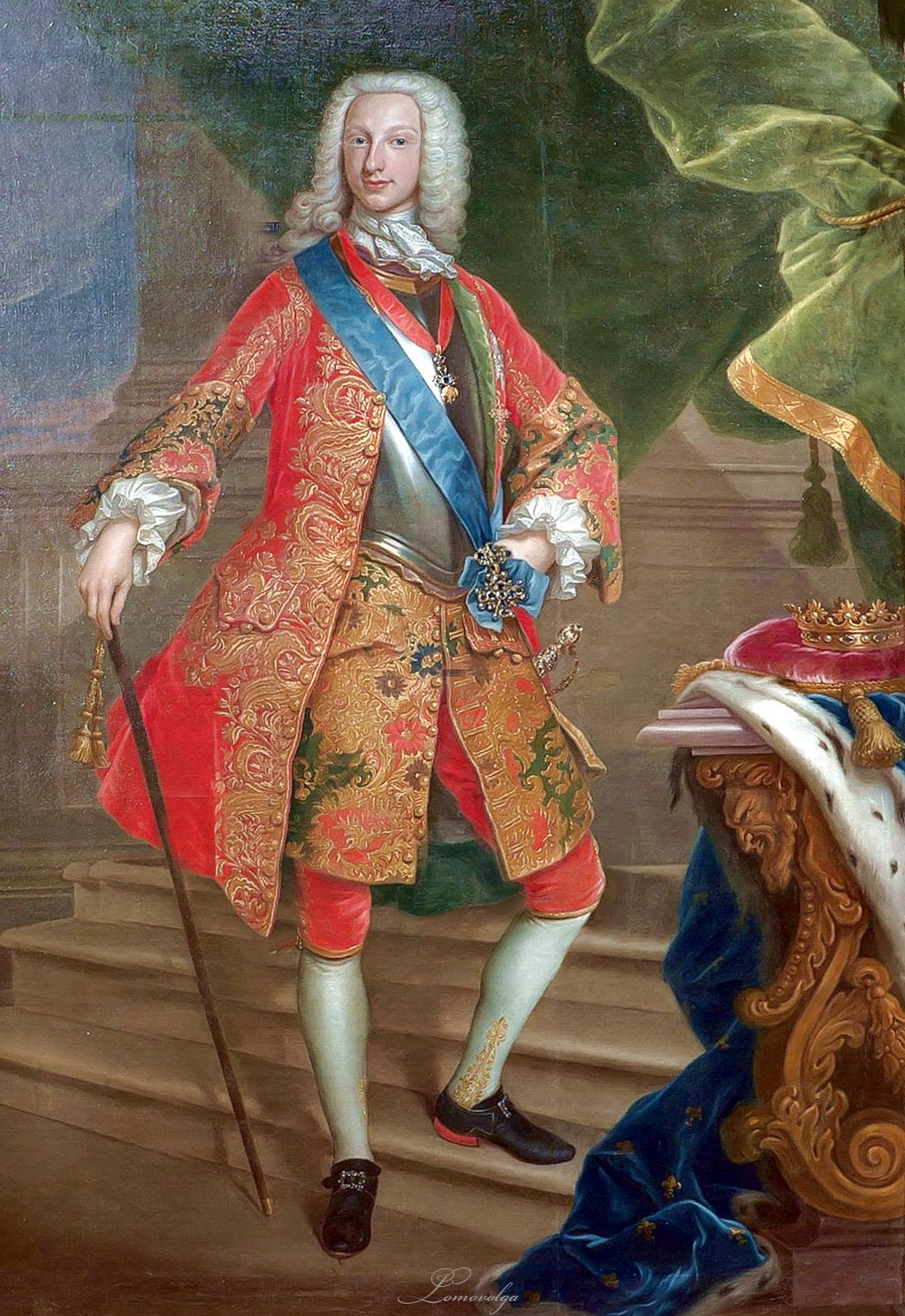
La toile représente l'Infant d'Espagne Carlos de Borbón (Charles de Bourbon,1719-1788) qui était le fils du roi Philippe V d'Espagne, et à l'époque du portrait était Duc de Parme. Plus tard, il règnera à Naples comme Charles VII, et en Espagne comme Charles III.

Le traité de Séville est un traité de paix, signé le 9 novembre 1729 par la Grande-Bretagne, la France et l'Espagne, plus tard par les Provinces-Unies, afin de mettre fin à la guerre anglo-espagnole de 1727-1729.

## Négociations et signature
Les discussions préliminaires avaient déjà eu lieu entre la Grande-Bretagne et l'Espagne lors de la Convention du Pardo et du Congrès de Soissons. La plupart des clauses signées, à Séville, avaient été convenues lors de ces conférences. 
Le traité est signé le 9 novembre par Juan Bautista de Orendain et José Patiño Rosales au nom de Philippe V d'Espagne, William Stanhope, Sir Robert Walpole et Benjamin Keene représentant George II de Grande-Bretagne et le marquis de Brancas pour Louis XV. 
L'ambassadeur des Provinces-Unies, François Vander Meer, signe le traité le 21 novembre 1729.

## Contenu du traité
La Grande-Bretagne conserve son contrôle sur Minorque et Gibraltar ainsi que ses privilèges commerciaux. 
En contrepartie, elle soutient la demande d'Élisabeth Farnèse, reine consort d'Espagne, concernant la succession du duché de Parme et du Grand-duché de Toscane. Elle est autorisée, afin de garantir sa tutelle, à envoyer 6 000 hommes dans ses futures possessions, éventuellement avec l’aide des signataires dans les six mois qui suivent la signature du traité.

## Suites
À la mort d'Antoine Farnèse le 26 février 1731, l’Autriche occupe le duché de Parme et c’est l’intervention diplomatique de la Grande-Bretagne qui permet de dénouer la crise.
En effet, Charles VI d’Autriche a le souci d'obtenir la reconnaissance internationale pour sa Pragmatique Sanction, établie en 1713 afin d’assurer sa propre succession. En conséquence, un second traité de Vienne est signé le 16 mars 1731. 
Quelque temps après, l'infant Charles débarque en Italie, soutenu par une flotte anglo-espagnole, avec l’objectif de prendre possession de ses territoires.